# Selkirkiella luisi
Selkirkiella luisi là một loài nhện trong họ Theridiidae.
Loài này thuộc chi Selkirkiella. Selkirkiella luisi được Herbert Walter Levi miêu tả năm 1967.